# Stephen Nielsen
Stephen Nielsen, född 2 april 1985, är en dansk handbollsmålvakt. Han spelar för den svenska klubben HK Malmö i Elitserien.

## Handbollskarriär
Nielsen fostrades i FC Köpenhamn. Han vann 2005 U-VM-guld för Danmark och värvades av tyska SG Flensburg-Handewitt. Innan han anslöt till klubben lånades han dock under våren ut till Elitserielaget HK Drott. Den tyska sejouren blev kort, efter att ha fått begränsad speltid vände han redan i november tillbaka till Drott på ett 2-årskontrakt. Efter säsongen 2006/2007, då laget fick kvala för att hålla sig kvar i Elitserien, gick han till danska TMS Ringsted. Januari 2008 var han dock återigen tillbaka i Drott, den här gången varade sejouren säsongen ut varpå han värvades av FC Köpenhamn. Inför säsongen 2009/2010 återvände han för fjärde gången till Drott.
Inför säsongen 2011/2012 gick Nielsen till HK Malmö.